# Trayvone Reid
Trayvone Reid (Kingston, 25 de febrero de 2000) es un futbolista jamaicano que juega en la demarcación de centrocampista para el Oakland Roots SC del USL Championship.

## Selección nacional
El 11 de noviembre de 2023 hizo su debut con la selección de Jamaica en un partido amistoso contra Guatemala que finalizó con un resultado de empate a cero.

## Clubes
| Club              | País           | Año       | Partidos | Goles |
| ----------------- | -------------- | --------- | -------- | ----- |
| Tivoli Gardens FC | Jamaica        | 2018-2022 | 50       | 7     |
| Harbour View FC   | Jamaica        | 2022-2023 | 30       | 9     |
| Oakland Roots SC  | Estados Unidos | 2023-     | 45       | 3     |